# Marcipalina hayesi
Marcipalina hayesi är en fjärilsart som beskrevs av Pierre Joseph Pelletier 1975. Marcipalina hayesi ingår i släktet Marcipalina och familjen nattflyn. Inga underarter finns listade i Catalogue of Life.